# 夏バテ
夏バテ（なつバテ）とは夏の暑さによる自律神経系の乱れに起因して現れる様々な症状。暑気中り（しょきあたり）、暑さ負け、夏負けと呼ばれることもある。

## 原因
人体は、高温・多湿な状態では体温を一定に保とうとしてエネルギーを消費し、かなりの負担がかかる。通常は負担に耐えることができるが、特に負担が強い場合や、長引いたりすると体に溜まった熱を外に出すことができなくなる。この状態が続いてさまざまな症状が現れるのが、夏バテである。原因として挙げられるものには、自律神経のバランスの乱れがある。前述の通り、暑くなると体は体温を保とうとするが、汗をかいたり血管を広げたりして体温を逃がそうとするのは、自律神経の働きによる。
冷房の無かった時代は猛暑による体力低下・食欲不振など、いわゆる「夏やせ」と呼ばれる症状が主であったが、空調設備が普及した現代では気温と湿度の急激な変化により自律神経のバランスが崩れ、起こることが多い。ストレスや冷房による冷え、睡眠不足なども原因となる。「夏バテ」という名称から夏のみの病気であると思われがちだが、気候の変化が激しい梅雨や初夏にも起こりやすい。

## 症状
主な症状は、全身の倦怠感・思考力低下・食欲不振・下痢・便秘など。時に頭痛・発熱・めまいなどを伴うこともある。

## 語源
夏バテ自体は「夏」と「バテる」を併せて縮めたものである。なお「バテる」とは「疲れ果てる」が語源。